# Menfi

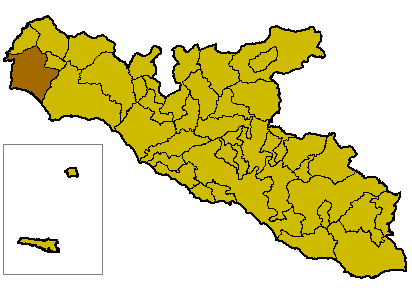
Ubicació de Menfi dins de la província

Menfi (sicilià Menfi) és un municipi italià, dins de la província d'Agrigent. L'any 2008 tenia 12.912 habitants. Limita amb els municipis de Castelvetrano (TP), Montevago, Sambuca di Sicilia, Santa Margherita di Belice i Sciacca.

## Administració
| Període | Identitat     | Partit |
| ------- | ------------- | ------ |
| 2008-   | Michele Botta | PdL    |